# 波鱼粘体虫
波鱼粘体虫（学名：Myxosoma rasborae）为粘体科粘体虫属的动物。在中国，分布于海南等，营寄生生活，寄生在头条波鱼的鳃、肠。